# ハルデン
 ハルデン（ノルウェー語: Halden）は、ノルウェーのエストフォル県にある町、自治体。ティスタ川デルタに面し、近くにはフィヨルドもある。スウェーデンと境を接する町としては最南端に位置する。人口は3,1730人（2023年）。公用語はブークモールが採用されている。

## 歴史

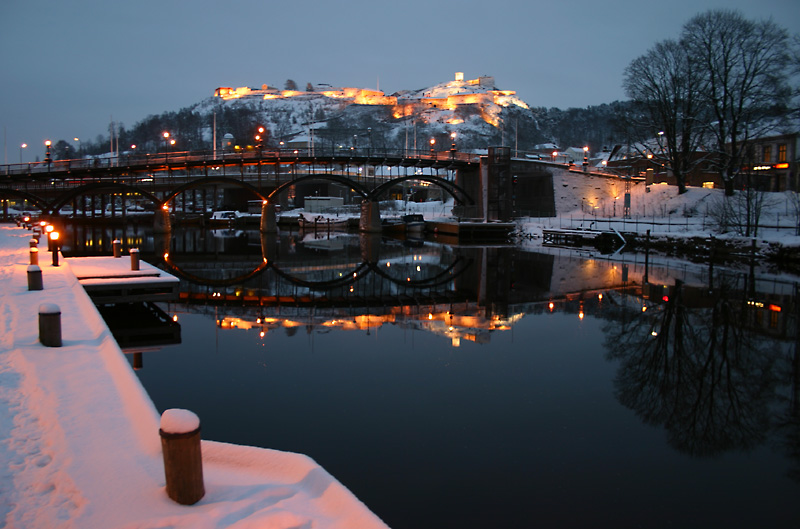
要塞と新しい橋

スヴィネスンド地区から北欧青銅器時代のペトログリフが発見されていることなどから分かるように、この一帯では早くから人間が住み着いていた。1629年の文献には「傾斜」を意味するHallenという名で村の記述がある。1665年にはデンマーク王フレデリク3世にちなみフレデリクシャールド（Fredrikshald）と改称し、市に昇格した。それに合わせ紋章も作成された。紋章は青地に山頂に立つ騎士の黄色が映え、縁にはGud med oss（神はわれらと共に）という言葉が添えられている。これは北方戦争での市民の勇気を表しているとされる。
1718年にスウェーデン王カール12世はフレデリクシャールドのフレデリクスハルド要塞で討ち死にし、これにより大北方戦争は終結した。この要塞は1658年のロスキレ条約に伴いスウェーデンに割譲されたブーヒュースレーン地方にあったボフス要塞の代替施設として17世紀に建てられた。
1658年から1814年にかけて、フレデリクシャールドは6回にわたりスウェーデン軍の攻撃を受けたが決して落ちることはなかった。第二次世界大戦におけるナチスの占領を除くと、街はいかなる侵略にも屈したことはなかった。

### 自治体として
1838年にフレデリクシャールド（ノルウェー名：Herred）は都市自治体になり、1928年には再びハルデンと改称された。そして1967年1月1日にハルデン地域とティステダーレン、ベル、イッドの農村地帯が自治体として統合された。 このうち、ティステダーレンは自治体が成立する以前からハルデンの一部だった。

## 行政
個々の政治家あるいは政党間で闘争が起こっているため、政治情勢は国内でも悪名高い。
2007年時点で、議会は労働党と社会主義左翼党、キリスト教民主党の三党が連立与党を組んでいる。

## 経済
ハルデンには多くのIT企業が進出しているため、市は「Halden, IT- og Miljøbyen」（ハルデン、ITと環境の街）をスローガンに掲げている。街のIT史は1960年代後半にノルウェー最大のメインフレームが市内に置かれたことから始まる。しかし、1960年代から80年代にかけては主にNorske Skog Saugbrugsという製紙工場が原因の高レベルの公害が発生した。そこで市当局と製紙工場が乗り出し、汚染されていたフィヨルドや河川を元通りにした。そこで、街は1996年に「ノルウェーの環境都市」と呼ばれた。
ハルデンにはノルウェーに二箇所ある原子炉のうちの一箇所、ハルデン沸騰水炉が前述の製紙工場に隣接して立地する。原子炉はハルデンの最大手企業で経済協力開発機構（OECD）ハルデン原子力研究事業の最も大きな実験施設であるInstitutt for energiteknikk（IFE）が運営している。2004年3月にはノルウェー皇太子によりIFEの主要機関であるIFEマンテクノロジー組織研究室が開設された。近年新たに建てられた実験棟には、ハルデン・マンマシン研究室（HAMMLAB）とハルデン・ビジュアル・リアリティー・センター（HVRC）VR研究室が入居した。1958年に設立されたOECDハルデン原子力事業研究は国際共同研究事業でも最も古い部類に入り、2005年現在で20カ国が参加している。ノルウェー国内では最大規模の国際研究事業でもある。このため、街には世界各国から研究者がぞろぞろと来ている。これはノルウェーが原子力発電の商業化に関心を持っている裏づけでもあり、国際政治的には物議を醸しているが地元の人々や地域政党の多くはこれを支持している。Hand-El Skandinavia（現 OMテクノロジー・グループ）やScandPowerなど、ハルデンのIT企業にはIFEの下請けもある。

## 観光
市街地に張り巡らされた運河、レード邸、ヘイオスマステンというテレビ塔、スヴィネスンド橋などの観光地がある。スヴィネスンド地区のフレデリクスハルド要塞には歴史博物館も設けられている。

## 自然

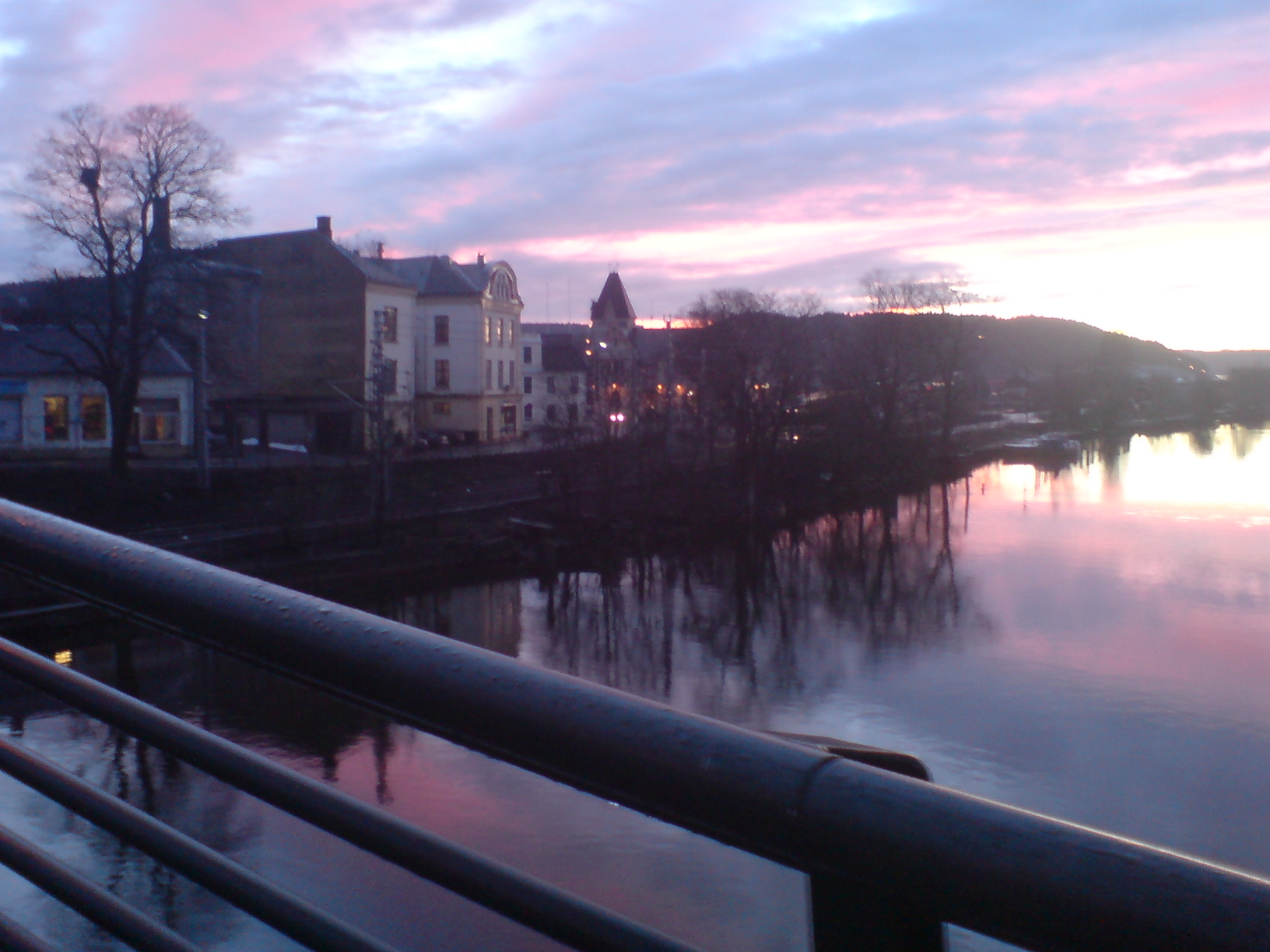
ティスタ川

森林と水域に囲まれるように位置するハルデンはハイキングや釣りに適している。クマやヘラジカの出没は日常茶飯事で、スウェーデンとの国境沿いではオオカミも観察できる。初秋はラズベリー、ブラックベリー、ブルーベリー、クランベリー、豊富な種類のキノコが見ごろ。ハイキングではコルンシェーやプレステバッケが人気の目的地になっている。
ブエール地区には測候所がある。

## 文化
要塞でしばしば屋外コンサートが行われるほか、教会、パブ、学生会館などでは定期的に屋内コンサートが開かれる。ハルデンではMotorpsycho、Madrugada、モートン・ハルケット、クルト・ニルセンなどの著名なバンドや歌手がコンサートを開いたこともある。市内の劇場では全国的、地域的な劇団が演じるほかコンサートホールとしても活用されている。
毎年7月の「ハルデンの日」に催される食品・木造ボート祭り、4月に催されるボン＝クラシュ・バン文化祭などが街の代表的な祭事である。
芸術家のトーマス・ファンリー（1802年 - 1842年）やジェイコブ・マティアス・カルメイエル（1802年 - 1883年）はこの地で生まれた。また、ヨハネス・フィントー（1786年 - 1870年）やハインリッヒ・アウグスト・グローシュ（1763年 - 1843年）はハイデン出身ではないが、この地で活動した。グローシュの息子、クリスティアンも建築家で、10歳のときにハイデンに越してきた。彼は70を超える教会、ノルウェー銀行、オスロ証券取引所、オスロの大学などの建築設計を手がけた。

## スポーツ
バレーボールクラブとプレミアリーグでプレイするアイスホッケーチームが本拠地としている。ノルウェー3部リーグでプレイするKvik Halden FKを筆頭に、サッカークラブも多数ある。また、ハンドボールクラブもTistedalens TIFとHK Haldenの二チームがある。
ハルデンには国内で数箇所しかないカーリング場の一つ（ハルデン・カーリングセンター）が置かれ、東ノルウェー1部の試合が行われている。さらに、リーグはアマチュアと2つの部門に分かれている。ハルデン出身のカーリング選手にはノルウェー選手権や国際大会で優勝した者もいる。
周りの森林はハイキング、カヌー、ボート、釣り、体操、オリエンテーリングなどに適しており、市民にも人気がある。

## 出身有名人
- ニルス・オットー・タンク - 聖職者
- クリスティアン・ハインリッヒ・グローシュ - 建築家
- トーマス・ファンリー - 芸術家
- ニニ・ロール・アンケル - 作家
- エミル・ウィングステッド - オリエンテーリング選手
- カール・オーレン - ノルウェー系アメリカ人の芸術家

## 姉妹都市
ハルデンは下記の都市と姉妹都市提携を結んでいる。
- リングステズ（デンマーク）
- シェヴデ（スウェーデン）
- ヴァマラ（フィンランド）